# ETA
Az ETA (rövidítés, baszk: Euskadi ta Askatasuna [ewʃˈkadi ta aʃˈkataʃuna], „Baszkföld és Szabadság”) baszk nacionalista függetlenségi mozgalom Spanyolországban, mely 1958-ban alakult. Célja kezdetben Baszkföld Spanyolországtól való teljes függetlenségéért folytatott harc volt. Később többször különböző ágakra bomlott fel, míg végül szeparatista terrorszervezet lett belőle. A médiumok többsége is terrorszervezetként hivatkozik rá. Gyilkosságokkal, emberrablásokkal, bombamerényletekkel, autókba rejtett pokolgépekkel próbálják felhívni magukra a figyelmet. A merényletek szinte kizárólag hivatalos személyek (spanyol rendőrök, katonák, magas beosztású állami tisztviselők stb.) ellen irányulnak. Összesítések szerint 1968 óta az ETA vonható felelősségre 829 gyilkosságért, több ezer sérülésért és több tucat emberrablásért. Az egyik nevezetes terrormerényletet 1973. december 20-án hajtották végre Luis Carrero Blanco Spanyolország miniszterelnöke ellen.
A szervezetnek több, mint 400 tagja van jelenleg is börtönben Spanyolországban, Franciaországban és egyéb országokban is.
Napjainkban az ETA mérsékelt szárnya elhatárolódik a szélsőséges megnyilvánulásoktól, nyilatkozataiban elítéli azokat, sőt fegyverletételre szólít. A mérsékeltek a parlamenti demokrácián belül csupán Baszkföld autonómiájára törekszenek, nem a teljes elszakadásra. Habár 1989, 1996, 1998 és 2006-ban is fegyverszünetet hirdettek, ezeket egymás után szegték meg. 2010. szeptember 5-én újabb fegyverszünetet hirdettek, amely a mai napig érvényben van. 2011. október 20-án megjelentetett közleményében és videó-üzenetében az ETA fegyveres aktivitásának végleges beszüntetését jelentette ki, 2018 májusában pedig egy levélben jelentette be, hogy a szervezet feloszlik és ezzel végérvényesen megszűnik.

## Felépítés

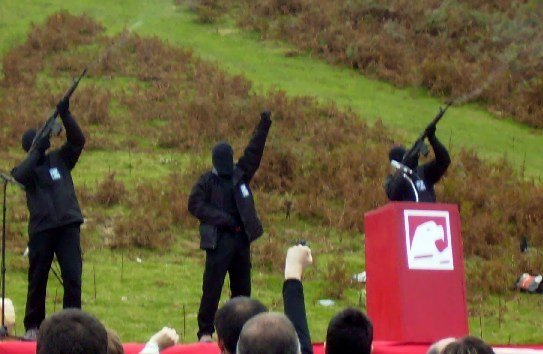
ETA tagok sortűzzel tisztelegnek "a baszk katona napja" alkalmából, 2006-ban

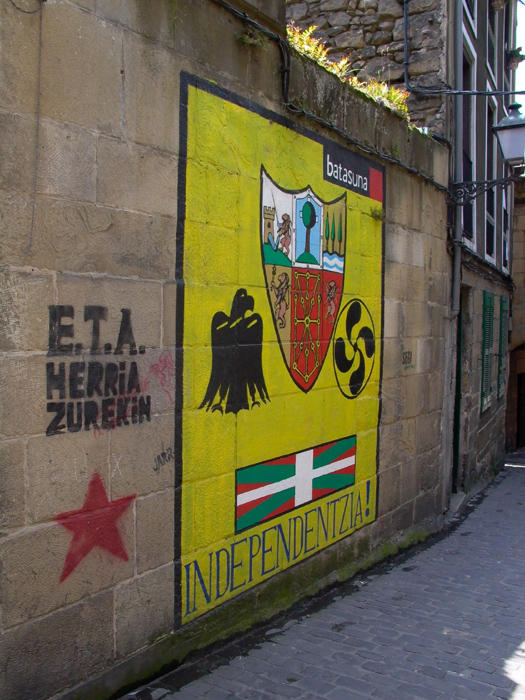
Az ETA politikai ágának, a Batasunának a falfestménye Gipuzkoában 2003-ban

Az idők során az ETA számos alkalommal változtatott felépítésén, többségében biztonsági okok miatt. A szervezet egykor nagyon hierarchikus felépítéssel rendelkezett, egy ember állt a szervezet élén, melynek három ága volt: katonai, logisztikai és politikai. Azóta ez a három ág tizenegy ággá nőtte ki magát (logisztika, politika, nemzetközi kapcsolatok, hadműveletek, tartalékok, elítélt tagok támogatása, eltulajdonítás, információ, toborzás, tárgyalás, pénzügyek). A változtatás egyik oka az ügynökök kiszűrése volt, meg gyakoribbá váltak a letartóztatások.
A vezetőség 7-11 személyből áll, a vezetőséget belső köreikben Zubának hívják, mely a Zuzendaritza Batzordea (igazgatóság) szavak rövidítése. Egy másik bizottság a Zuba-hitu, amely egyfajta tanácsadó bizottságként működik. Az ETA fegyveres alakulata csoportokba tömörül (taldes/commandos), melyek általában 3-5 főt foglalnak magukban, és egy adott terület felé intéznek támadást. Jelenleg a legtöbb ilyen csoport nem állandó székhellyel rendelkezik, ennélfogva a hatóságok lényegesen nehezebben kapják el őket.
Az ETA különbséget tesz a büntetlen és a büntetett előéletűek között. A legales/legalak ("törvénytisztelők") azok a tagok, akik normál életet élnek, büntetlen előéletűek, de az ETA tagjai. A liberados ("felszabadítottak") azok a tagok, akiket az ETA alkalmaz teljes-munkaidőben. Az apoyos ("támogatók") azok a tagok, akik csak alkalmakként, mikor épp szükség van rájuk, segítenek az ETA-nak. A quemados ("kiégettek") azok a tagok, akiket egykor már elítéltek vagy feltételezhetően rendőrségi megfigyelés alatt vannak.
Az ETA előszeretettel vesz részt a kale borroka-ban (utcai összecsapások). Ezek a támadások történhetnek tömegközlekedési eszközök, pártszékházak vagy kulturális épületek ellen. Gyakran semmisítik meg politikusok, rendőrök, katonák, újságírók, bírósági tanács tagjainak és mindazoknak a tulajdonát, akik bármiféle kritikát fogalmaznak meg a szervezettel szemben. Ezek a zavargó csoportok főképp fiatalokból állnak, akik különféle ifjúsági mozgalmak tagjai (pl. Jarrai, Haika vagy a Segi). Igen sok jelenlegi ETA tag kezdte pályafutását ilyen típusú utcai zavargásokkal.
2017 áprilisában a szervezet hivatalosan is beszüntette a fegyveres harcot. A spanyol határhoz közeli francia Pyrénées-Atlantiques megyében található 12 titkos fegyverraktáruk pontos címét átadták a francia hatóságoknak.

## Politikai ág
A Batasuna nevű politikai párt céljai egyeznek az ETA céljaival, és nem is ítélik el az ETA erőszakos fellépéseit. A párt támogatottsága 8-15% között mozgott Baszkföldön. Az ETA és a Batasuna viszonya vitatott volt. A Batasunát tartották az ETA politikai ágának, azonban erre konkrét bizonyíték nem volt, egészen 2003-ig, mikor bizonyítékok kerültek elő arról, hogy a Batasuna támogatta az ETA-t, sőt az évek során 400 Batasuna tag csatlakozott az ETA-hoz 2003-ig bezárólag. A pártot a Spanyol Legfelsőbb Bíróság 2003-ban betiltotta.

## Fordítás
- Ez a szócikk részben vagy egészben az ETA (separatist group) című angol Wikipédia-szócikk ezen változatának fordításán alapul.  Az eredeti cikk szerkesztőit annak laptörténete sorolja fel. Ez a jelzés csupán a megfogalmazás eredetét és a szerzői jogokat jelzi, nem szolgál a cikkben szereplő információk forrásmegjelöléseként.